# 1881
1881 (MDCCCLXXXI) byl rok, který dle gregoriánského kalendáře započal sobotou.

## Události
Automatický abecedně řazený seznam viz Kategorie:Události roku 1881

### Česko
- 11. června – V Praze bylo otevřeno Národní divadlo
- 28. června – Chuchelská řež mezi českými a německými studenty
- 12. srpna – Požár Národního divadla

### Svět

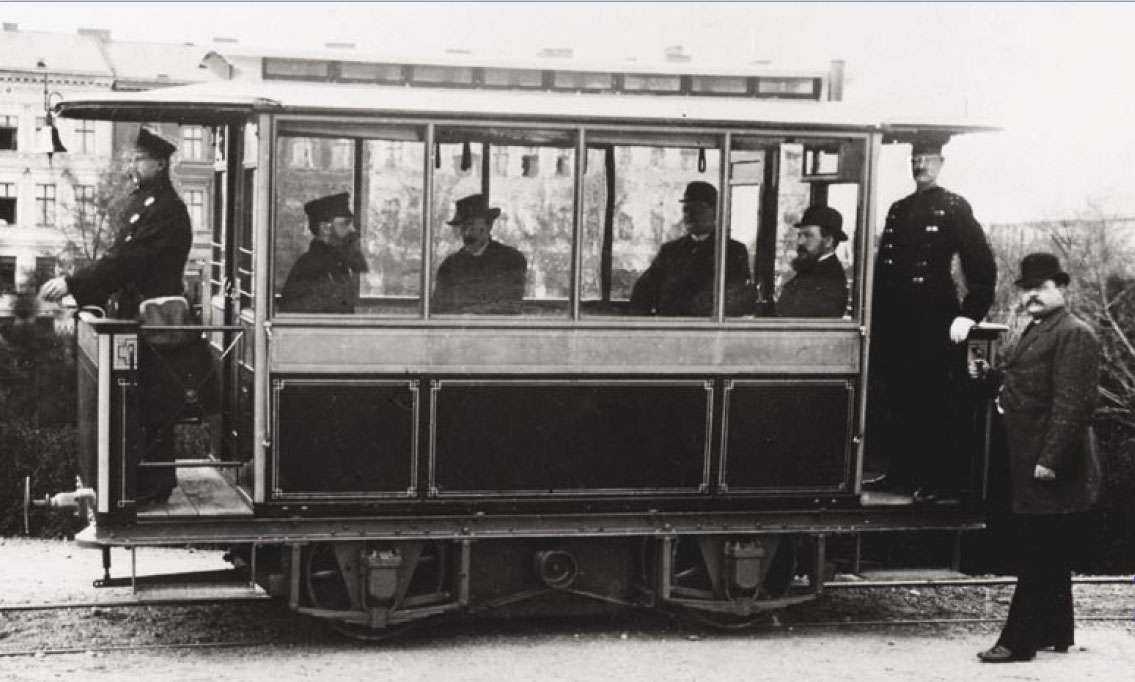
Berlínská tramvajová doprava

- leden – Bitva u Geok-Tepe mezi Ruskem a turkotatarskými kmeny
- 16. února – Začala se budovat Kanadská pacifická železnice
- 13. března – Atentát na Alexandra II. v Petrohradu
- 14. března – Rumunské knížectví bylo povýšeno na Rumunské království a získalo nezávislost na Osmanské říši
- 12. května – Tunisko se stalo francouzským protektorátem
- 16. května – V Berlíně byla zahájena první pravidelná tramvajová doprava na světě
- 28. června – Rakousko-srbská aliance
- 2. července – Atentát na amerického prezidenta Jamese Garfielda
- 15. srpna – 15. listopadu – Mezinárodní výstava elektřiny v Paříži
- 26. září – Anglický Godalming získal jako první město na světě veřejné elektrické osvětlení
- 26. října – Přestřelka u O. K. Corralu v Arizoně
- 8. prosince – Při požáru vídeňského Ringtheateru zahynulo asi 380 osob
- Zákon o nedělní uzávěře ve Walesu – první charakteristický velšský zákon
- Mezinárodní úmluva, která se týkala uzavření Bosporu a Dardanel, tj. úžiny u Černého moře

### Probíhající události
- 1879–1884 – Druhá tichomořská válka

## Vědy a umění
- 10. dubna – Zahájila provoz první telefonní linka v Čechách, spojující správní budovu Dolu Hartmann v Ledvicích s nádražím v Duchcově.
- 11. června – V Praze slavnostně otevřeno Národní divadlo premiérou Smetanovy Libuše

## Knihy
- Henry James – Washingtonovo náměstí
- Tomáš Garrigue Masaryk – Sebevražda hromadným jevem společenským moderní osvěty
- Jules Verne – Cesty na divadle
- Jules Verne – Deset hodin na lovu
- Jules Verne – Tajemství pralesa

## Narození
Automatický abecedně řazený seznam viz Kategorie:Narození v roce 1881

### Česko

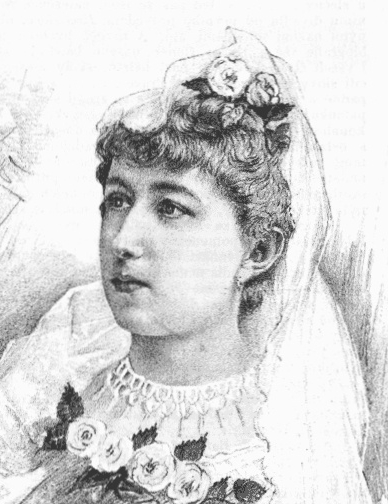
Mařenka Zieglerová (* 7. února)

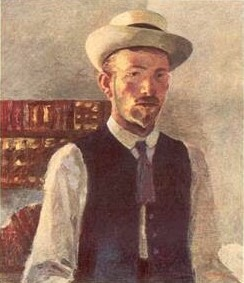
František Gellner (* 19. června)

- 1. ledna – Emanuel Chobot, levicový politik polské národnosti († 7. června 1944)
- 6. ledna – Franz Köhler, československý politik německé národnosti († 13. května 1940)
- 9. ledna – Julius Brach, šachista († 4. července 1938)
- 10. ledna – Jan Pelíšek, politik († 1959)
- 1. února – Theodor Bohumír Pařík, hudební skladatel, houslista a pedagog († 28. ledna 1961)
- 7. února – Mařenka Zieglerová, operetní zpěvačka a herečka († 7. listopadu 1966)
- 13. února – Ján Janček, československý politik slovenské národnosti († 4. října 1933)
- 14. února – František Čech-Vyšata, cestovatel a spisovatel († 3. října 1942)
- 27. února – Bedřich Pospíšil, politik († 14. září 1919)
- 11. března – Ladislav Zelenka, violoncellista a hudební pedagog († 2. července 1957)
- 13. března – Alois Kříž, politik († 13. března 1945)
- 14. března – Josef Anderle, profesor technické mechaniky a termomechaniky, rektor ČVUT († 5. února 1959)
- 25. března – Josef Adámek, politik († 19. ledna 1964)
- 26. března – František Koucký, kanovník litoměřické kapituly († 16. ledna 1962)
- 30. března – Josef Čada, mistr světa v gymnastice a olympionik († 1. prosince 1959)
- 3. dubna – Emil Franke, dlouholetý ministr vlád Československé republiky († 1. prosince 1939)
- 5. dubna – Josef Křivánek, jihočeský kamenosochař († ? 1954)
- 6. dubna – Rudolf Bechyně, politik, ministr několika vlád († 1. ledna 1948)
- 17. dubna – Oldřich Liska, architekt, urbanista a výtvarný návrhář († 8. prosince 1959)
- 22. dubna – Franz Werner, československý politik německé národnosti († 15. února 1947)
- 23. dubna – Otakar Šín, hudební skladatel, teoretik a pedagog († 21. ledna 1943)
- 24. dubna – Jan Horák, politik († ?)
- 27. dubna – Wlastimil Hofman, česko-polský akademický malíř († 6. března 1970)
- 5. května – Alfons Bébar, převor kláštera v Domažlicích († 26. února 1940)
- 7. května – Ján Zverec, československý politik slovenské národnosti († 23. května 1965)
- 16. května – Hans Tichý, československý politik německé národnosti († 22. července 1955)
- 26. května – Karl Čermak, československý politik německé národnosti († 31. října 1924)
- 31. května
  - Bohumír Bradáč, ministr československých vlád († 20. října 1935)
  - František Langr, politik († 6. ledna 1948)
- 4. června
  - Jan Kvidera, politik († ?)
  - Alois Tučný, politik, odborový předák a ministr († 10. dubna 1940)
- 12. června – Karel Chotek, etnograf († 24. září 1967)
- 13. června – Otakar Španiel, sochař, řezbář a medailér († 15. února 1955)
- 14. června – Betty Karpíšková, politička († 31. října 1942)
- 15. června
  - Wilhelm Häusler, československý politik německé národnosti († 6. února 1969)
  - Antonín Černý, politik († ?)
- 16. června – Bruno Weigl, hudební vědec a skladatel († 25. září 1938)
- 17. června – Jindřich Ferenc, hudební skladatel a básník († 24. června 1958)
- 19. června – František Gellner, básník, prozaik a kreslíř († asi 13. září 1914)
- 21. června – Josef Matouš, literární kritik a překladatel († 4. ledna 1971)
- 26. června – Ladislav Kučera, politik († ?)
- 3. července – František Vahala, architekt a výtvarník († 24. března 1942)
- 10. července – Zdeněk Záhoř, literární historik, kritik a spisovatel († 16. srpna 1931)
- 31. července – Lída Sudová, herečka († 6. března 1971)
- 3. srpna – J. M. Troska, spisovatel († 3. září 1961)
- 4. srpna – Wenzel Hablik, malíř, grafik a architekt německé národnosti († 23. března 1934)
- 12. srpna
  - František Hovorka, varhaník, sbormistr, hudební skladatel a pedagog († 19. ledna 1929)
  - Václav Vačkář, hudební skladatel († 4. února 1954)
- 16. srpna – Zdeněk Městecký, atlet-běžec († 15. května 1935)
- 21. srpna – Marie Antonína Kratochvílová, mučednice z 2. světové války († 2. října 1942)
- 24. srpna – Václav Němeček, politik († ?)
- 29. srpna – František Novotný, klasický filolog († 20. září 1964)
- 31. srpna – Karel Trapl, čs. ministr financí († 7. dubna 1940)
- 4. září
  - Joe Hloucha, japanolog, spisovatel, cestovatel a sběratel († 13. června 1957)
  - František Kysela, malíř, scénický výtvarník († 20. února 1941)
- 5. září – Richard Bienert, předseda vlády a ministr vnitra za protektorátu († 3. února 1949)
- 7. září – Franz Macoun, československý politik německé národnosti († ?)
- 13. září – Zdeněk Mysliveček, neurolog a psychiatr († 11. března 1974)
- 23. září – Jindřich Baumruk, fotbalista a hokejista († 5. května 1963)
- 25. září – Adolf Šelmec, československý politik slovenské národnosti († 20. ledna 1979)
- 26. září – Václav Barták, politik († ?)
- 27. září – Bruno Kafka, československý politik německé národnosti († 12. července 1931)
- 1. října – Ferry Seidl, filmový režisér a herec († 24. ledna 1939)
- 15. října – Antonín Výtvar, sídelní kanovník litoměřické kapituly († 22. prosince 1953)
- 18. října
  - Gejza Rehák, československý politik slovenské národnosti († 8. března 1940)
  - Quido Maria Vyskočil, spisovatel († 14. srpna 1969)
- 22. října
  - Čeněk Fiala, politik († 1952)
  - Klaudius Madlmayr, architekt († 30. března 1963)
  - Johann Uhl, československý politik německé národnosti († 15. května 1948)
- 25. října – Jaroslav Petrbok, paleontolog, speleolog, archeolog, botanik a spisovatel († 14. prosince 1960)
- 28. října – František Červinka, politik († 1950)
- 4. listopadu – Karel Brožík, politik († 20. června 1942)
- 5. listopadu – Cyril Dušek, politik († 12. ledna 1924)
- 8. listopadu – Josef Náprstek, politik († 9. září 1931)
- 20. listopadu
  - Josef Böhm, hudební skladatel, varhaník a sbormistr († 8. ledna 1967)
  - Ladislav Pfuster, básník a překladatel († 1915)
- 24. listopadu
  - Zdeněk Matěj Kuděj, novinář, cestovatel, překladatel a spisovatel († 8. srpna 1955)
  - Vladimír Červenka, politik († 16. prosince 1960)
  - Josef Janeba, mistr houslař († 15. října 1954)
- 1. prosince – Josef Kudrna, voják, popraven († 17. května 1915)
- 8. prosince – Ferdinand Heidler, čs. ministr obchodu († 3. listopadu 1928)
- 20. prosince – Tomáš Koupal, katolický kněz, historik († 8. srpna 1952)

### Svět
- 4. ledna

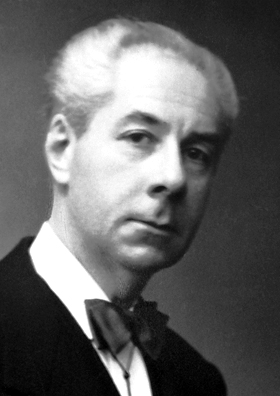
Roger Martin du Gard (* 23. března)

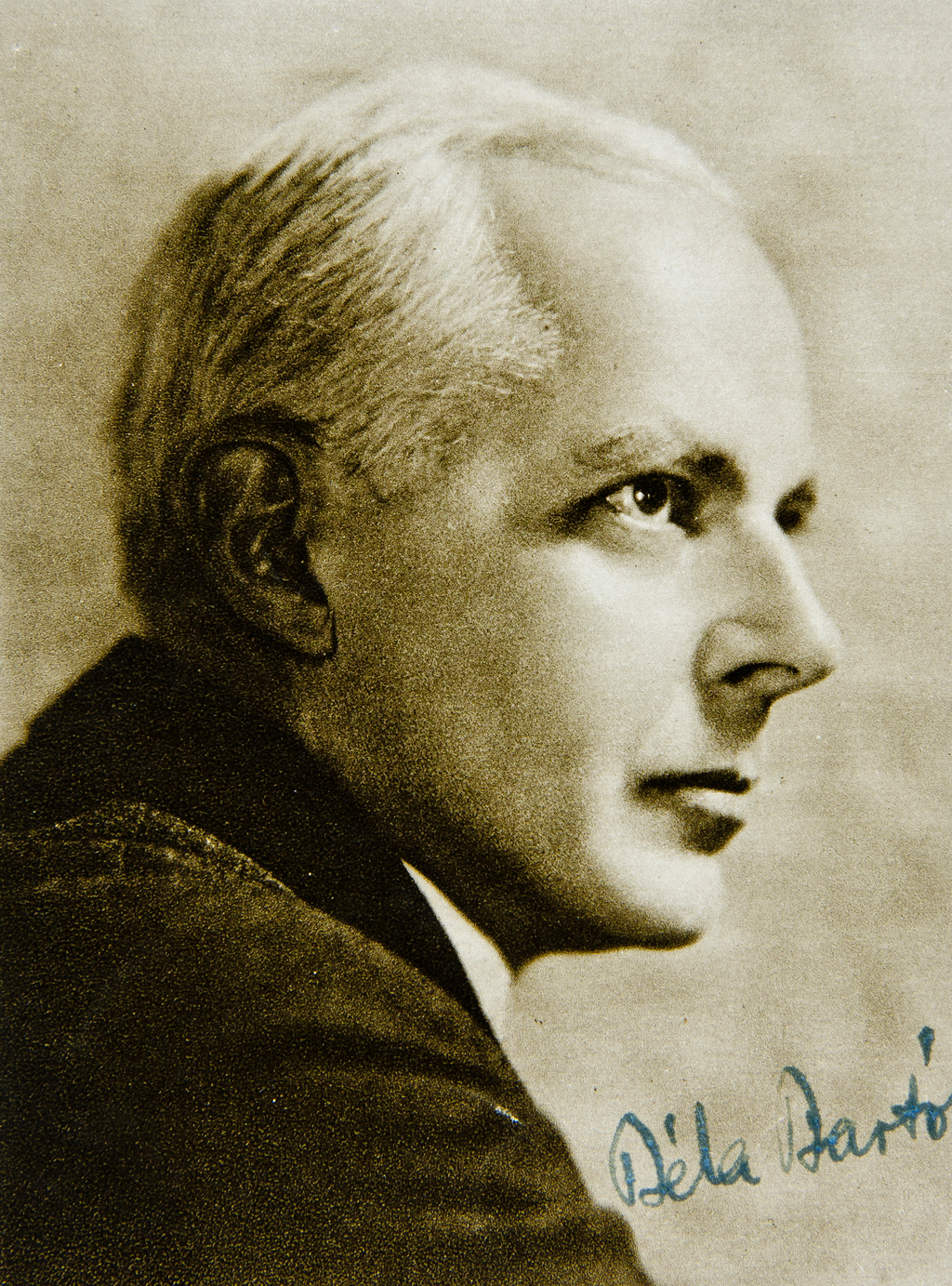
Béla Bartók (* 25. března)

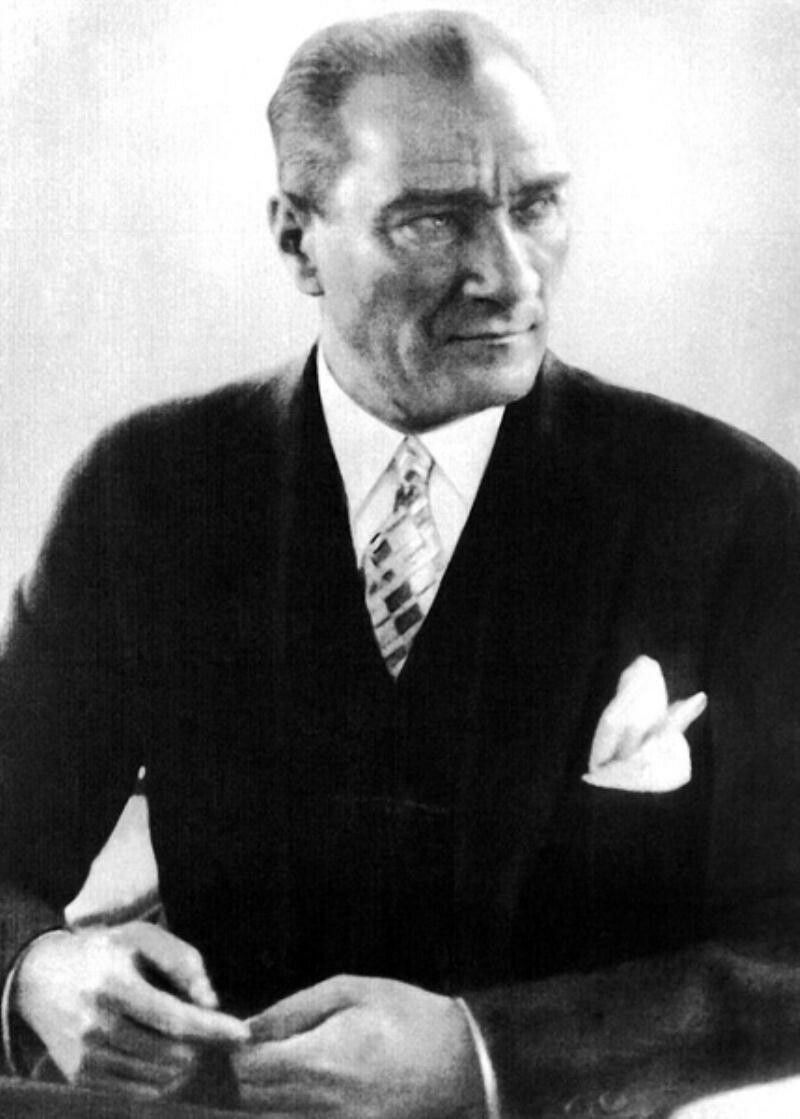
Mustafa Kemal Atatürk (* 19. května)

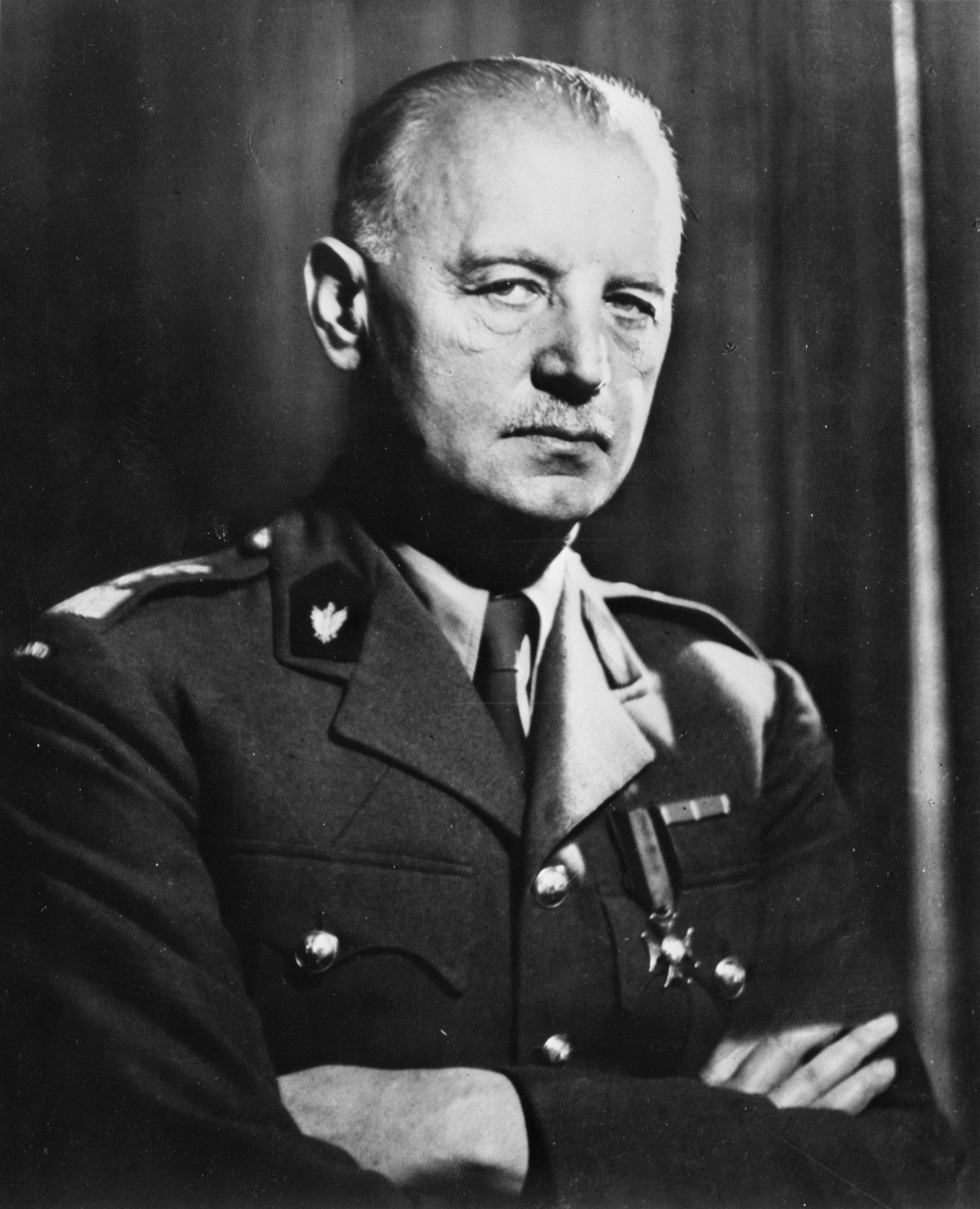
Władysław Sikorski (* 20. května)

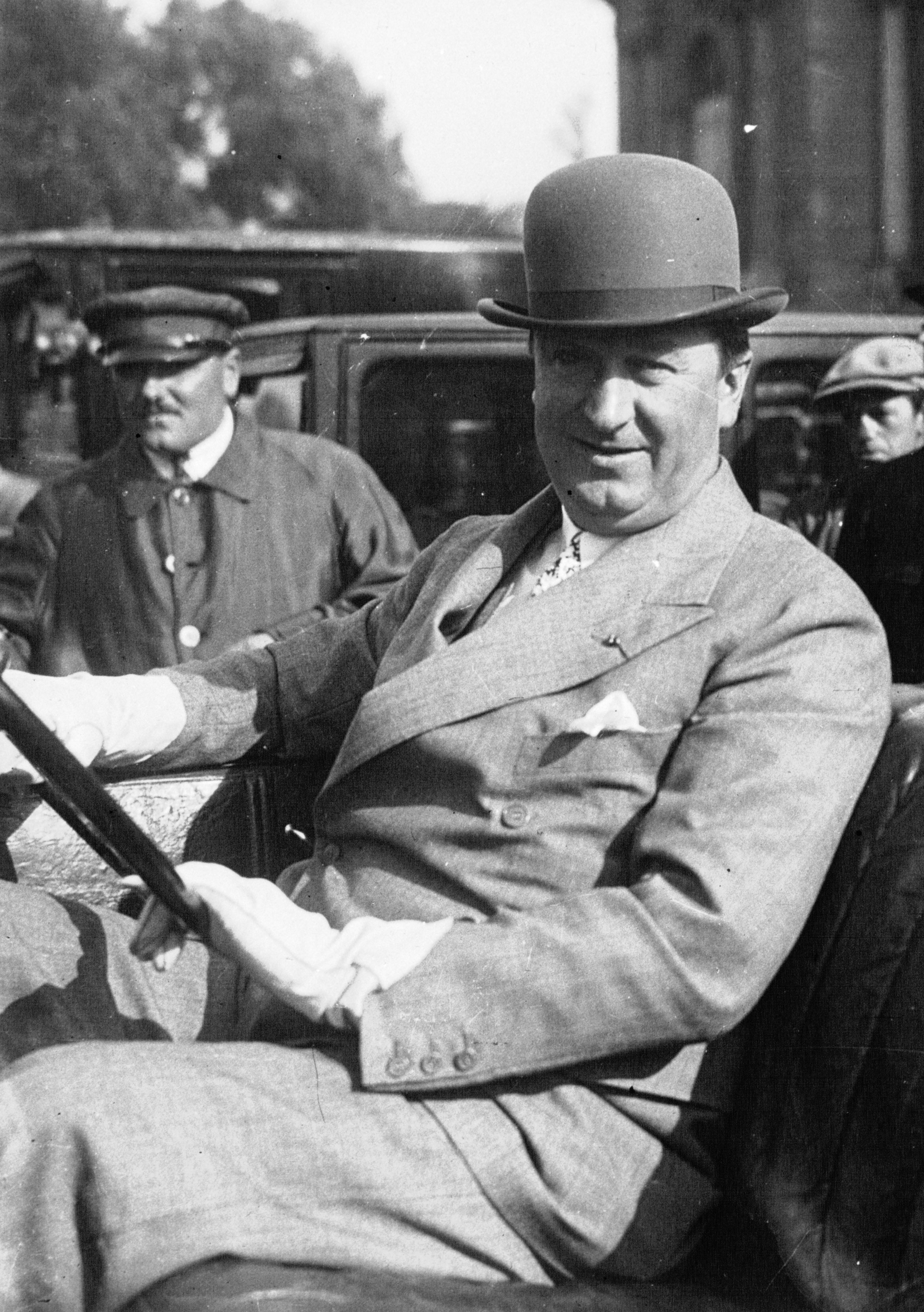
Ettore Bugatti (* 15. září)

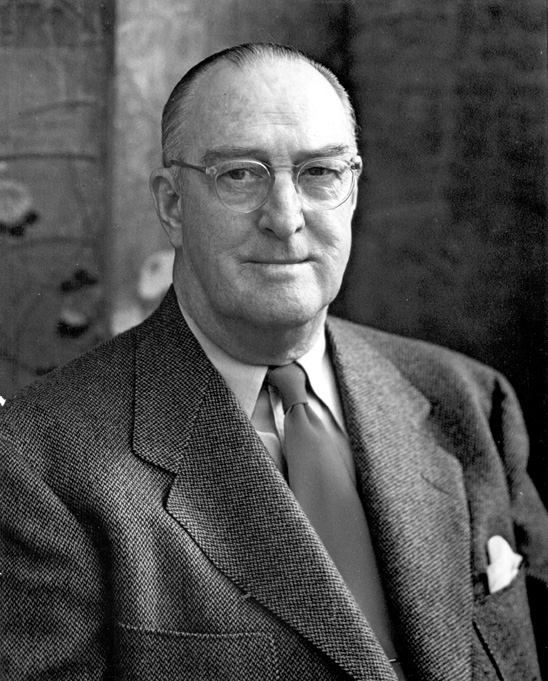
William Boeing (* 1. října)

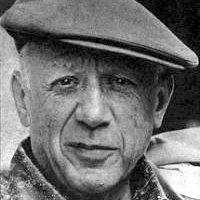
Pablo Picasso (* 25. října)

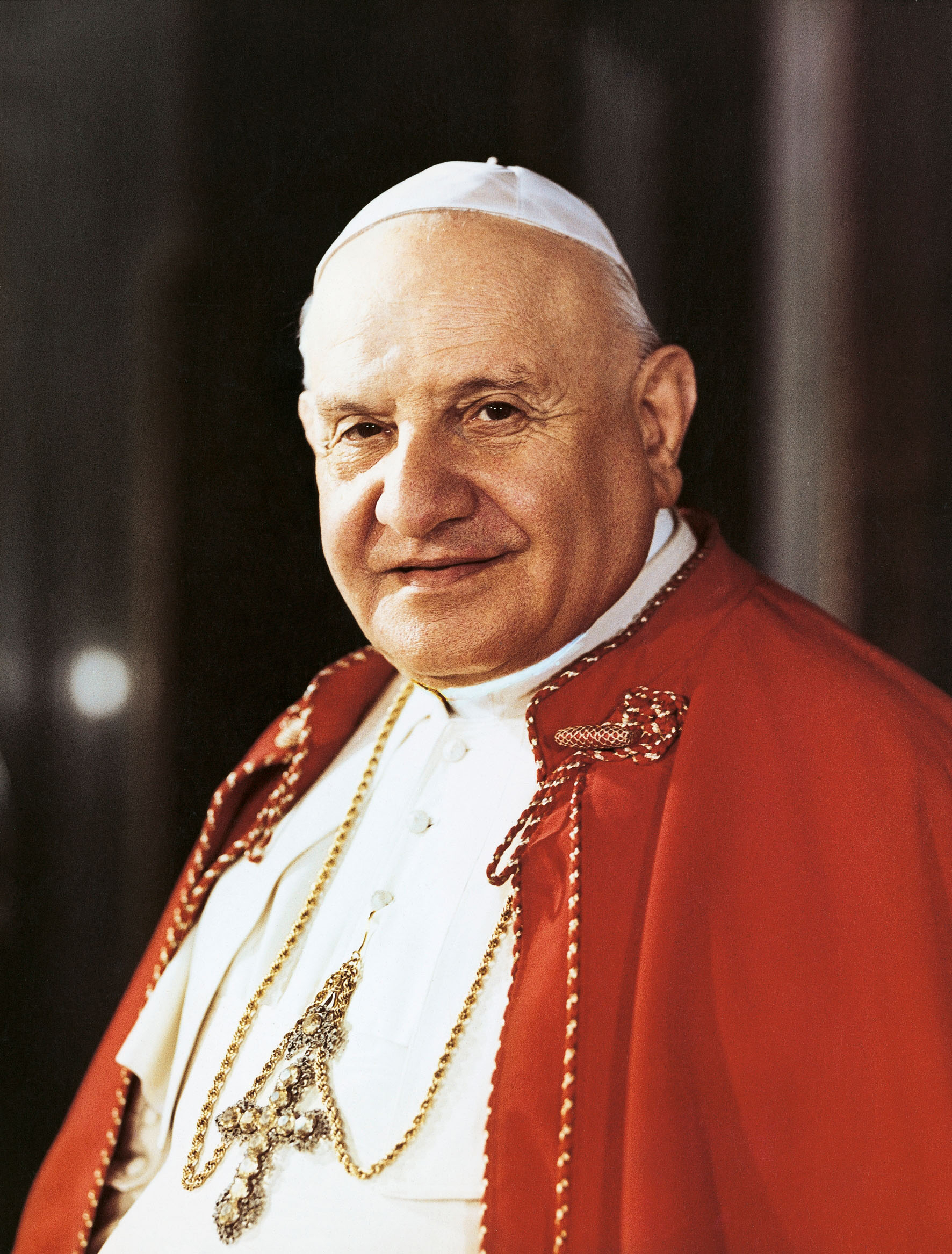
Jan XXIII. (* 25. listopadu)

  - Patrick Ryan, americký olympijský vítěz v hodu kladivem († 13. února 1964)
  - Wilhelm Lehmbruck, německý expresionistický sochař († 25. března 1919)
- 9. ledna – Lascelles Abercrombie, britský básník a kritik filozofie († 27. října 1938)
- 17. ledna – Alfred Reginald Radcliffe-Brown, britský sociální antropolog († 24. října 1955)
- 31. ledna – Irving Langmuir, americký chemik a fyzik, Nobelova cena za chemii († 16. srpna 1957)
- 2. února – Miloslav Schmidt, zakladatel sboru dobrovolných hasičů na Slovensku († 8. května 1934)
- 4. února
  - Fernand Léger, francouzský malíř a sochař († 17. srpna 1955)
  - Kliment Jefremovič Vorošilov, sovětský státník, politik a maršál SSSR († 2. prosince 1969)
- 10. února – Kenneth McArthur, jihoafrický atlet, olympijský vítěz v maratonu († 13. června 1960)
- 11. února – Carlo Carrà, italský malíř († 13. dubna 1966)
- 12. února – Anna Pavlovová, ruská tanečnice († 23. ledna 1931)
- 13. února – Eleanor Farjeonová, britská spisovatelka († 5. června 1965)
- 20. února – Pedro Muñoz Seca, španělský dramatik († 28. listopadu 1936)
- 25. února – Alexej Rykov, sovětský politik († 15. března 1938)
- 27. února
  - Sveinn Björnsson, prezident Islandu († 25. ledna 1952)
  - Luitzen Egbertus Jan Brouwer, nizozemský matematik a filozof († 2. prosince 1966)
- 10. března – Endre Korláth, československý politik maďarské národnosti († 3. června 1946)
- 14. března – Oswald Herzog, německý sochař a malíř († 1939)
- 17. března – Walter Rudolf Hess, švýcarský fyziolog, Nobelova cena za fyziologii a medicínu († 12. srpna 1973)
- 20. března – Madame d’Ora, rakouská fotografka († 30. října 1963)
- 23. března
  - Roger Martin du Gard, francouzský spisovatel, nositel Nobelovy cena za literaturu († 23. srpna 1958)
  - Hermann Staudinger, německý lékárník, Nobelova cena za chemii († 8. září 1965)
- 25. března – Béla Bartók, maďarský hudební skladatel († 26. září 1945)
- 26. března – Guccio Gucci, italský obchodník a módní návrhář († 2. ledna 1953)
- 27. března – Arkadij Timofejevič Averčenko, ruský spisovatel († 12. března 1925)
- 28. března – Martin Sheridan, americký trojnásobný olympijský vítěz v hodu diskem († 27. března 1918)
- 29. března – Raymond Hood, americký architekt († 14. srpna 1934)
- březen – Paula Wolf-Kalmarová, rakouská šachová mistryně († 29. září 1931)
- 3. dubna
  - Alcide De Gasperi, premiér Itálie († 18. srpna 1954)
  - Max Spielmann, česko-německý architekt († 20. června 1970)
- 5. dubna – Noe Ramišvili, gruzínský politik a první premiér Gruzie († 7. prosince 1930)
- 7. dubna – Daisy Ashfordová, britská spisovatelka († 15. ledna 1972)
- 12. dubna – Rudolf Ramek, rakouský kancléř († 24. července 1941)
- 13. dubna – Ludwig Binswanger, švýcarský lékař a psychoanalytik († 5. února 1966)
- 16. dubna
  - Anselm Polanco, blahoslavený, španělský mučedník († 7. února 1939)
  - Edward Frederick Lindley Wood, britský konzervativní politik († 23. prosince 1959)
  - Sergej Kameněv, sovětský vojenský velitel († 25. srpna 1936)
- 18. dubna
  - Max Weber, americký malíř a sochař († 4. října 1961)
  - Frank Lentini, muž se třema nohama († 22. září 1966)
- 20. dubna – Nikolaj Jakovlevič Mjaskovskij, ruský hudební skladatel a kritik († 8. srpna 1950)
- 22. dubna – Xenie Petrović-Njegoš, černohorská princezna († 10. března 1960)
- 23. dubna – Naciye Suman, první turecká muslimská žena, která se stala profesionální fotografkou († 23. července 1973)
- 1. května – Pierre Teilhard de Chardin, francouzský náboženský myslitel a vědec († 10. dubna 1955)
- 2. května
  - Gottfried Benn, německý lékař a básník († 7. června 1956)
  - Şehsuvar Hanımefendi, manželka poslední osmanského chálífy Abdulmecida II. († cca 1945)
- 4. května – Alexandr Fjodorovič Kerenskij, předseda ruské prozatímní vlády († 11. června 1970)
- 8. května – Rudolf Eisler, rakouský architekt († 5. května 1977)
- 11. května – Theodore von Kármán, americký fyzik († 7. května 1963)
- 12. května – Albert Thellung, švýcarský botanik († 26. června 1928)
- 13. května – Johannes Schultze, německý historik († 2. října 1976)
- 19. května – Mustafa Kemal Atatürk, zakladatel a první prezident Turecké republiky († 10. listopadu 1938)
- 20. května – Władysław Sikorski, generál a předseda polské exilové vlády († 4. července 1943)
- 24. května – Mikuláš Schneider-Trnavský, slovenský hudební skladatel a dirigent († 28. května 1958)
- 25. května – Louis Magnus, první prezident Mezinárodní federace ledního hokeje († 1. listopadu 1950)
- 26. května – Valerian Albanov, ruský polárník († ? 1919)
- 28. května – Augustin Bea, německý kardinál († 16. listopadu 1968)
- 3. června
  - Ted Colson, australský antropolog a cestovatel († 27. února 1950)
  - Juliusz Rómmel, polský generál († 8. září 1967)
- 10. června
  - Mamija Dmitrijevič Orachelašvili, gruzínský bolševický politik († 11. prosince 1937)
  - Jaime Sabartés, katalánský sochař, básník a spisovatel († 16. února 1968)
- 17. června – Emil Leeb, generál dělostřelectva nacistického Německa († 8. září 1969)
- 24. června
  - Grigorij Ivanovič Kotovskij, sovětskývojevůdce a komunistický politik († 6. srpna 1925)
  - Heinz Tietjen, německý dirigent a operní režisér († 30. listopadu 1967)
- 29. června
  - Louis Trousselier, francouzský cyklista († 24. dubna 1939)
  - Gottlob Walz, německý skokan do vody, olympionik († 1943)
- 4. červenec
  - Ber Borochov, marxisticko-sionistický vůdce a spisovatel († 17. prosince 1917)
  - Natalia Gončarovová, rusko-francouzská malířka, kostýmní výtvarnice a scénografka († 17. října 1962)
- 11. července – Luigi Motta, italský spisovatel († 18. prosince 1955)
- 16. července – Vasilij Zeňkovskij, ukrajinský křesťanský filozof († 5. srpna 1962)
- 27. července – Hans Fischer, německý organický chemik, nositel Nobelovy ceny za chemii († 31. března 1945)
- 30. července – Smedley Butler, americký generálmajor námořní pěchoty († 21. června 1940)
- 1. srpna – Otto Toeplitz, německý matematik († 15. února 1940)
- 2. srpna – Dora Boothbyová, britská tenistka († 22. února 1970)
- 6. srpna – Alexander Fleming, objevitel penicilinu († 11. března 1955)
- 7. srpna – François Darlan, francouzský admirál a politik († 24. prosince 1942)
- 8. srpna – Ewald von Kleist, polní maršál nacistického Německa († 13. listopadu 1954)
- 12. srpna
  - Cecil B. DeMille, americký filmový režisér († 21. ledna 1959)
  - Jozef Kállay, ministr pro správu Slovenska († 10. února 1939)
- 16. srpna – Fritz Stuckenberg, německý expresionistický malíř († 18. května 1944)
- 19. srpna – George Enescu, rumunský skladatel, dirigent a houslista († 4. května 1955)
- 24. srpna – Vincenzo Lancia, italský automobilový závodník a konstruktér († 15. února 1937)
- 31. srpna – Antoni Szylling, polský generál za druhé světové války († 7. června 1971)
- 1. září – Josef Zaricki, izraelský malíř († 30. listopadu 1987)
- 2. září – Allen Whipple, americký chirurg († 6. dubna 1963)
- 5. září – Otto Bauer, rakouský politik, představitel a teoretik austromarxismu († 4. července 1938)
- 7. září – André Mazon, francouzský slavista († 13. července 1967)
- 8. září – Harry Hillman, americký sprinter, trojnásobný olympijský vítěz († 9. srpna 1945)
- 11. září – Josef Chajim Brenner, spisovatel hebrejsky psané literatury († 2. května 1921)
- 13. září – Rudolf Samojlovič, sovětský polární badatel, geograf a geolog († 4. března 1939)
- 15. září – Ettore Bugatti, automobilový konstruktér († 21. srpna 1947)
- 16. září – Clive Bell, britský kritik umění († 17. září 1964)
- 20. září – Behiye Sultan, osmanská princezna († 5. března 1948)
- 25. září – Lu Sün, čínský spisovatel († 19. října 1936)
- 27. září – William Clothier, americký tenista († 4. září 1962)
- 29. září – Ludwig von Mises, rakouský ekonom († 10. října 1973)
- 1. října – William Boeing, zakladatel společnosti Boeing († 28. září 1956)
- 4. října
  - George Constantinescu, rumunský konstruktér zbraní († 11. prosince 1965)
  - Otto Ville Kuusinen, finský a sovětský politik a básník († 17. května 1964)
  - Anna Munro, skotská sufražetka († 11. září 1962)
  - Walther von Brauchitsch, vrchní velitel německé armády († 18. října 1948)
- 9. října – Victor Klemperer, německý spisovatel († 11. února 1960)
- 11. října
  - Lewis Fry Richardson, britský matematik a fyzik († 30. září 1953)
  - Hans Kelsen, rakouský právní teoretik († 19. dubna 1973)
- 15. října – Pelham Grenville Wodehouse, britský spisovatel († 14. února 1975)
- 16. října – Vilhelm Buhl, premiér Dánska († 18. prosince 1954)
- 19. října – Otakar Griese, hermetik, astrolog, martinista a spisovatel († 2. října 1932)
- 22. října – Clinton Joseph Davisson, americký fyzik, nositel Nobelovy ceny za fyziku († 1. února 1958)
- 25. října – Pablo Picasso, španělský malíř a sochař († 8. dubna 1973)
- 26. října – Margaret Wycherlyová, britská divadelní a filmová herečka († 6. června 1956)
- 6. listopadu
  - Ludwig Christian Haeusser, potulný německý kazatel († 9. června 1927)
  - Otozó Jamada, vojevůdce Japonské císařské armády († 18. července 1965)
- 9. listopadu – Wilhelm Rümann, německý námořní důstojník († 31. března 1946)
- 11. listopadu – Joel Lehtonen, finský spisovatel († 20. listopadu 1934)
- 12. listopadu – Maximilian von Weichs, polní maršál německého Wehrmachtu († 27. června 1954)
- 20. listopadu – Iraklij Cereteli, gruzínský menševický politik († 20. května 1959)
- 22. listopadu – Enver Paša, turecký generál a politik († 4. srpna 1922)
- 25. listopadu – Jan XXIII., 261. papež († 3. června 1963)
- 27. listopadu – Věra Weizmannová, manželka prvního izraelského prezidenta Chajima Weizmanna († 24. září 1966)
- 28. listopadu – Stefan Zweig, rakouský prozaik, esejista, básník a překladatel († 23. února 1942)
- 2. prosince – Heinrich Georg Barkhausen, německýf fyzik († 20. února 1956)
- 4. prosince
  - Erwin von Witzleben, účastník příprav neúspěšného atentátu na Hitlera z 20. července 1944
  - Felice Nazzaro, italský automobilový závodník († 21. března 1940)(† 8. srpna 1944)
- 24. prosince – Juan Ramón Jiménez, španělský básník, nositel Nobelovy ceny za literaturu († 29. května 1958)
- 30. prosince – Wiktor Thommée, polský generál († 13. listopadu 1962)
- 31. prosince
  - Jacob Israël de Haan, nizozemský spisovatel († 30. července 1924)
  - Max Pechstein, německý malíř a grafik († 19. června 1955)
- ? – Malki'el Gruenwald, izraelský hoteliér a amatérský novinář († 1958)
- ? – Lewis Larsson, švédský fotograf († 1958)
- ? – Radžib Našašibi, arabský politik a starosta Jeruzaléma († 1951)

## Úmrtí
Automatický abecedně řazený seznam existujících biografií viz Kategorie:Úmrtí v roce 1881

### Česko

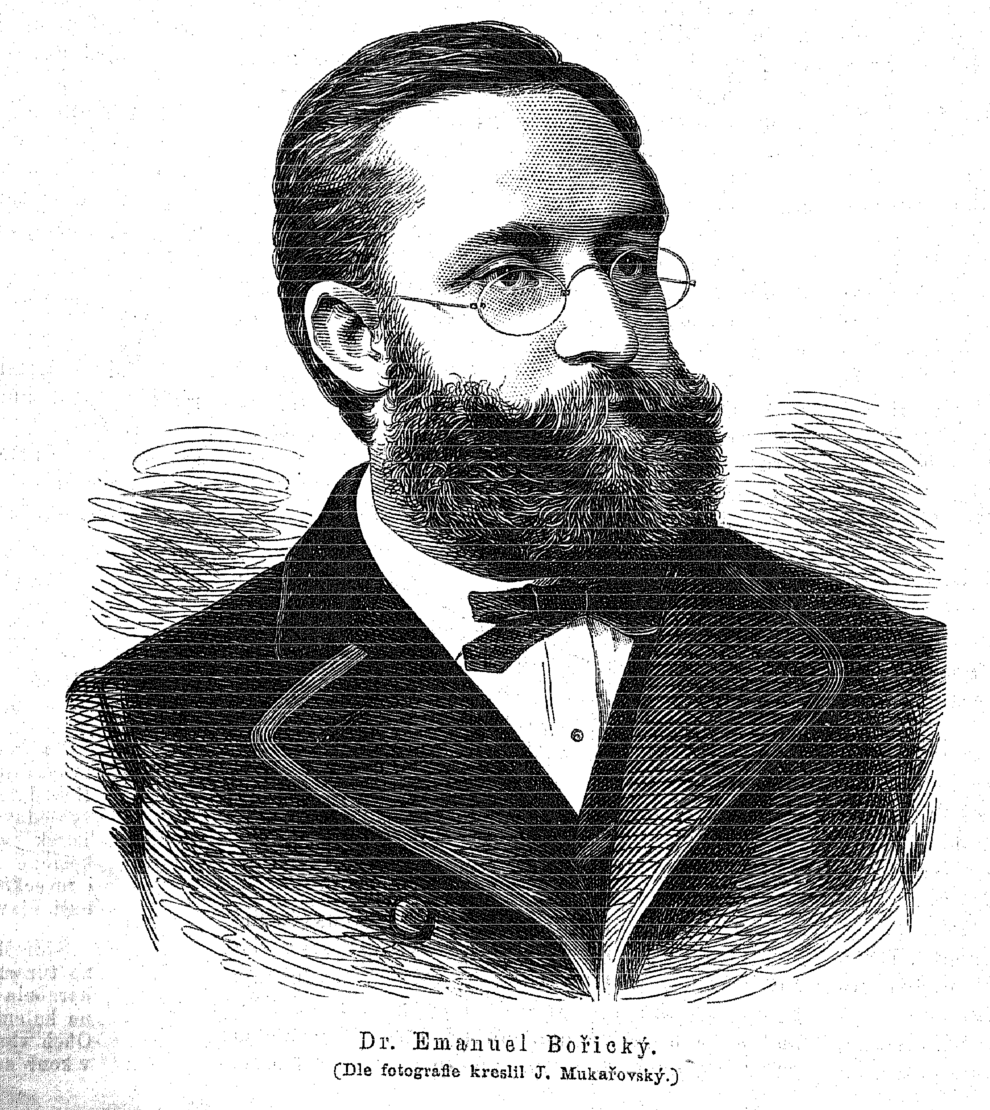
Emanuel Bořický († 26. ledna)

- 9. ledna – Hugo Ullik, malíř divadelních dekorací, ilustrátor a krajinář (* 14. května 1838)
- 26. ledna – Emanuel Bořický, mineralog a geolog (* 11. prosince 1840)
- 9. února – Jan Michael Schary, pivovarnický odborník, podnikatel, paleontolog a politik (* 9. června 1824)
- 10. února – František Karel Drahoňovský, český básník-humorista (* 12. června 1812)
- 27. února – Boleslav Jablonský, český obrozenecký básník, katolický kněz a národní buditel (* 14. ledna 1813)
- 9. března – Josef Mikula, rektor C. k. Františkovy univerzity v Olomouci (* 25. září 1816)
- 26. dubna – Antonín Dvořák, český malíř a fotograf (* 16. prosince 1817)
- 4. června – Václav Křížek, pedagog, vlastenec, politik a kulturní organizátor (* 25. listopadu 1833)
- 9. června – Moritz Raudnitz, rakouský a český advokát a politik německé národnosti (* 1. června 1829)
- 23. června – Bedřich Silva-Tarouca, kněz, malíř, sběratel umění (* 11. prosince 1816)
- 10. srpna – Theodor Václav Bradský, český hudební skladatel (* 17. ledna 1833)
- 11. září – Petr Bílka, pedagog, mecenáš a národní buditel (* 4. května 1820)
- 19. září – Emanuel Dubský z Třebomyslic (* 20. února 1806)
- 1. října – František Matěj Hilmar, český hudební skladatel (* 30. září 1803)
- 15. října – Karl Korb von Weidenheim, předlitavský český šlechtic a politik (* 7. dubna 1836)
- 25. října – Antonín Ludvík Frind, litoměřický biskup (* 9. října 1823)
- 3. prosince – Ignác Hauschild, český právník a politik (* 19. listopadu 1814)

### Svět

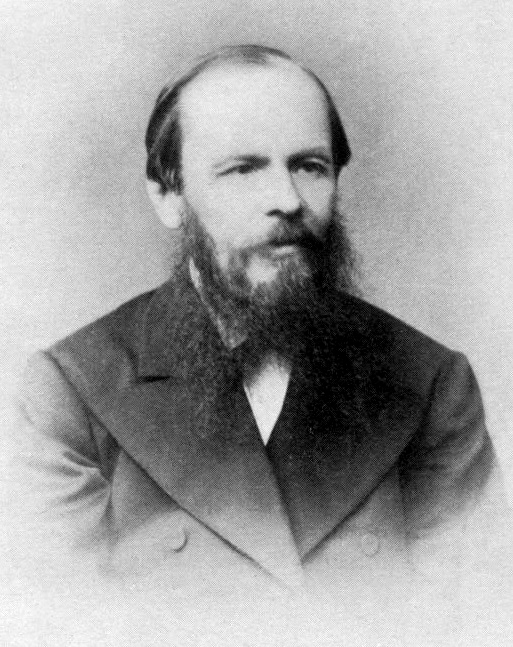
Fjodor Michajlovič Dostojevskij († 9. února)

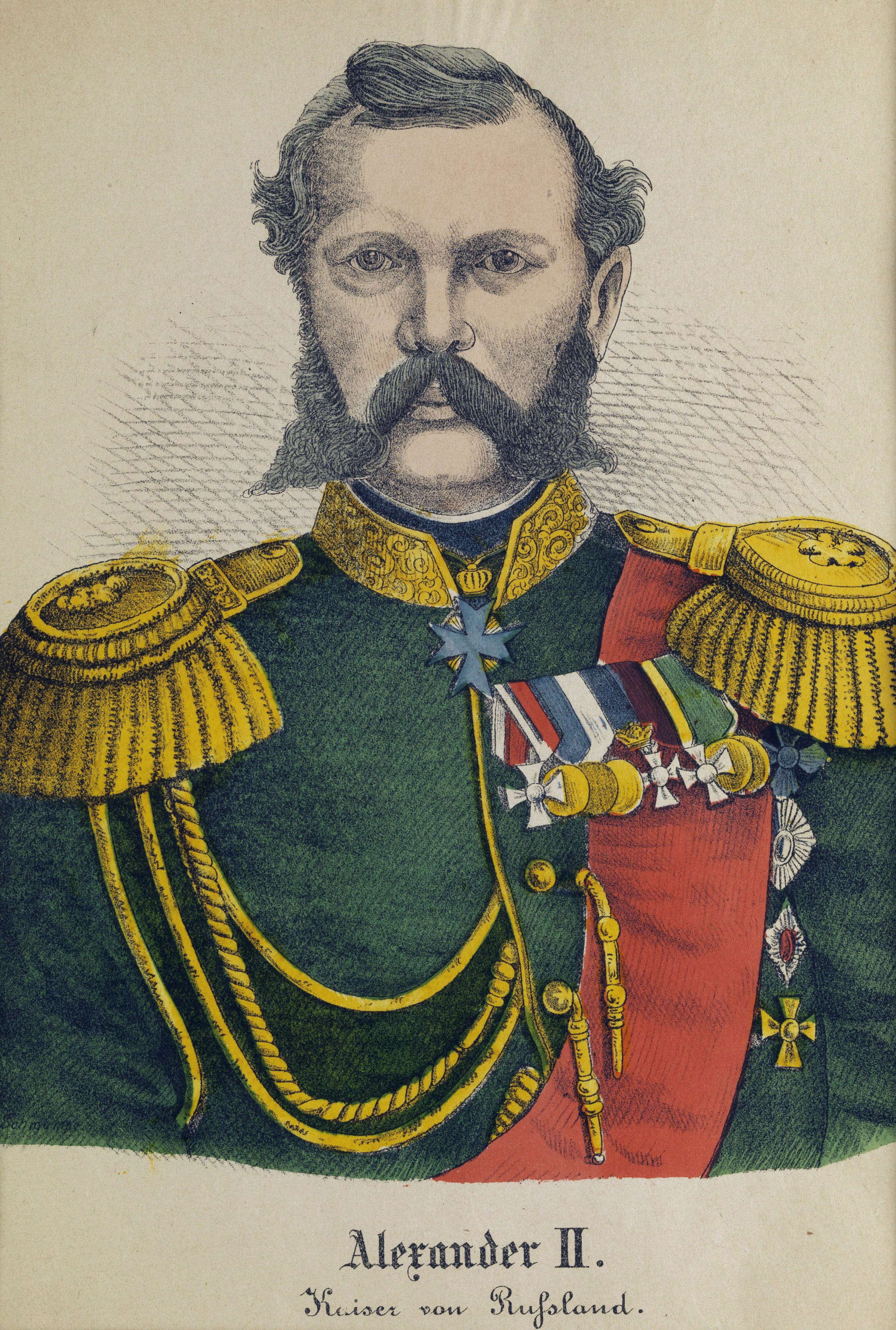
Alexandr II. († 13. března)

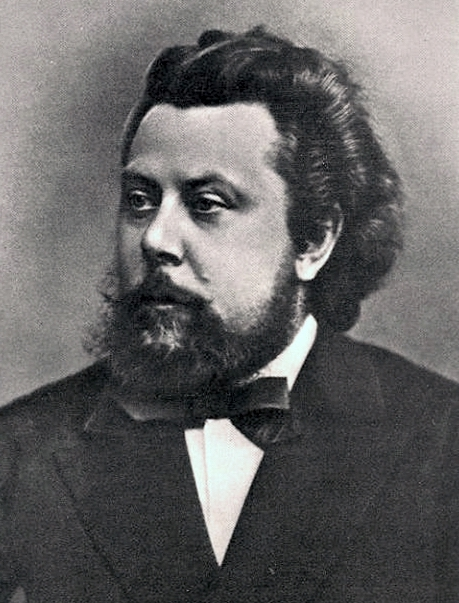
Modest Petrovič Musorgskij († 28. března)

- 1. ledna – Louis Auguste Blanqui, francouzský socialista a revolucionář (* 7. února 1805)
- 18. ledna
  - Auguste Mariette, francouzský archeolog a egyptolog (* 11. února 1821)
  - Adolph Wegelin, německý malíř (* 24. listopadu 1810)
- 24. ledna – Jindřich Otakar Miltner, český národní obrozenec a vlastivědný pracovník (* 22. října 1827)
- 27. ledna – Jan Rudolf Kutschker, rakousko-moravský teolog a arcibiskup (* 11. dubna 1800)
- 2. února – Alexej Feofilaktovič Pisemskij, ruský spisovatel a dramatik (* 23. března 1821)
- 3. února – John Gould, britský ornitolog (* 14. září 1804)
- 5. února
  - Thomas Carlyle, skotský spisovatel a historik (* 4. prosince 1795)
  - Františka Kinská, hraběnka z Vchynic a Tetova, lichtenštejnská kněžna (* 8. srpna 1813)
- 7. února – Alžběta Thurn-Taxis, manželka Miguela II. z Braganzy (* 1860)
- 9. února – Fjodor Michajlovič Dostojevskij, ruský spisovatel a filozof (* 11. listopadu 1821)
- 11. února – Theodor von Pachmann, česko-rakouský profesor práv (* 9. listopadu 1801)
- 16. února
  - Gustav Neumann, německý šachový mistr (* 15. prosince 1838)
  - Maximilian Dormitzer, rakouský a český politik německé národnosti (* 11. listopadu 1819)
- 3. března
  - Mikuláš Štefan Ferienčík, slovenský úředník, novinář a spisovatel (* 1. srpna 1825)
  - Rudolf Brestel, ministr financí Předlitavska (* 16. května 1816)
- 9. března – Karolina Amálie Augustenburská, dánská královna, manželka krále Kristiána VIII. (* 28. června 1796)
- 13. března – Alexandr II. Nikolajevič, ruský car (* 29. dubna 1818)
- 26. března – Florian Ceynowa, kašubský jazykovědec a spisovatel (* 4. května 1817)
- 28. března – Modest Petrovič Musorgskij, ruský skladatel a klavírista (* 21. března 1839)
- 29. března – Carl Weyprecht, německý geofyzik (* 8. září 1838)
- 31. března – Karolina Dánská, dcera dánského krále Frederika VI. (* 28. října 1793)
- 6. dubna – Gabriel-Jean-Antoine Davioud, francouzský architekt (* 30. října 1824)
- 9. dubna – Max Löwenstamm, německý pedagog a skladatel (* 25. října 1814)
- 15. dubna
  - Nikolaj Rysakov, ruský revolucionář (* 14. května 1861)
  - Nikolaj Kibalčič, ruský revolucionář (* 31. října 1853)
  - Timofej Michajlov, ruský revolucionář (* 3. února 1859)
  - Andrej Željabov, ruský revolucionář (* 29. srpna 1851)
- 19. dubna – Benjamin Disraeli, britský státník, premiér a spisovatel (* 21. prosince 1804)
- 26. dubna – Ludwig von der Tann-Rathsamhausen, bavorský generál (* 18. června 1815)
- 28. dubna – Ján Botto, slovenský romantický básník (* 27. ledna 1829)
- 29. dubna – Antoine Samuel Adam-Salomon, francouzský sochař a fotograf (* 9. ledna 1818)
- 3. května – Josip Jurčič, slovinský spisovatel (* 4. března 1844)
- 11. května – Henri-Frédéric Amiel, švýcarský filozof a básník (* 27. září 1821)
- 16. května – Michael Karel z Althannu, rakouský a pruský šlechtic a politik (* 2. května 1801)
- 13. června – Josef Škoda, česko-rakouský lékař dermatolog a vysokoškolský profesor (* 10. prosince 1805)
- 23. června – Matthias Jacob Schleiden, německý botanik (* 5. dubna 1804)
- 1. července – Rudolf Hermann Lotze, německý lékař, filozof a psycholog (* 21. května 1817)
- 4. července – Johan Vilhelm Snellman, finský filozof, novinář a státník (* 12. května 1806)
- 14. července – Billy the Kid, americký psanec a střelec (* 23. listopadu 1859)
- 15. července – Carl Maria von Bocklet, česko-rakouský klavírista, houslista a hudební skladatel (* 30. ledna 1801)
- 17. července – James Bridger, americký lovec kožešin a cestovatel (* 17. března 1804)
- 25. července – Karl Christian Bruhns, německý astronom a geodet (* 22. listopadu 1830)
- 29. července – Hieronymus Mannsfeld, rakousko-uherský šlechtic a politik (* 20. července 1842)
- 11. srpna – Jane Digby, britská aristokratka a milenka bavorského krále Ludvíka I. (* 3. dubna 1807)
- 3. září – Marie Klementina Habsbursko-Lotrinská, dcera císaře Františka I. (* 1. března 1798)
- 13. září – Ambrose Burnside, americký generál, vynálezce a politik (* 23. května 1824)
- 19. září
  - James A. Garfield, 20. prezident Spojených států (* 19. listopadu 1831)
  - Carl Hardtmuth, český podnikatel a politik německé národnosti (* 11. března 1804)
- 24. září – Friedrich von Thun und Hohenstein, rakouský diplomat (* 8. května 1810)
- 10. října – Heinrich Karl von Haymerle, ministr zahraničí Rakouska-Uherska (* 7. prosince 1828)
- 21. října – Eduard Heine, německý matematik (* 15. března 1821)
- 28. října – Alexandr Württemberský, člen královské rodiny Württemberků (* 20. prosince 1804)
- 30. října – Mathias Schönerer, rakouský stavitel železnic (* 9. ledna 1807)
- 29. listopadu – Giacomo Brogi, italský fotograf (* 6. dubna 1822)
- 5. prosince – Nikolaj Ivanovič Pirogov, ruský vědec, chirurg (* 25. listopadu 1810)
- 13. prosince – August Šenoa, chorvatský spisovatel (* 14. listopadu 1838)

## Hlavy států

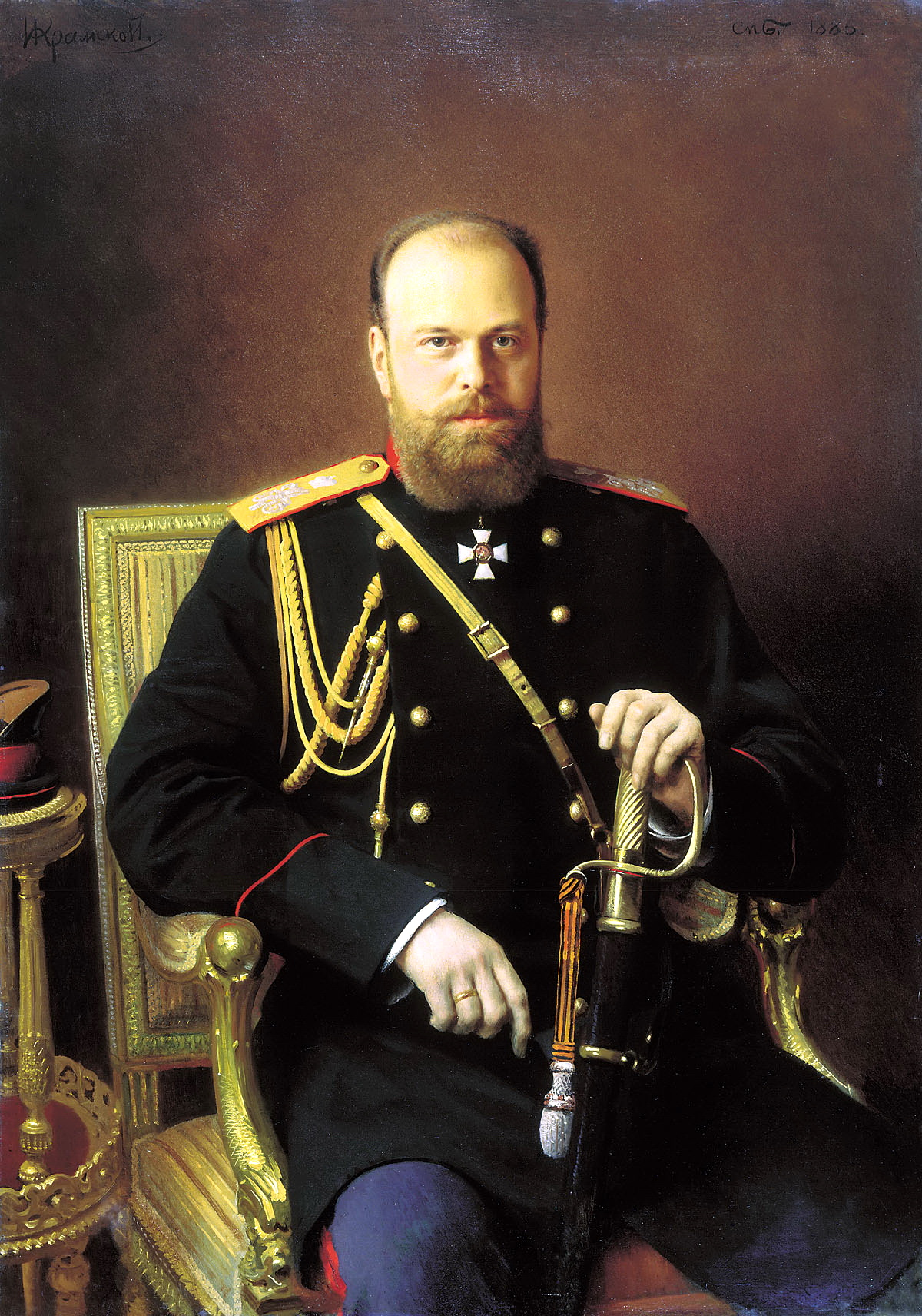
Na ruský trůn v roce 1881 nastoupil předposlední car Alexandr III. (1845–1894)

- České království – František Josef I. (1848–1916)
- Papež – Lev XIII. (1878–1903)
- Království Velké Británie – Viktorie (1837–1901)
- Francie – Jules Grévy (1879–1887)
- Uherské království – František Josef I. (1848–1916)
- Rakouské císařství – František Josef I. (1848–1916)
- Rusko – Alexandr II. (1855–1881) / Alexandr III. (1881–1894)
- Prusko – Vilém I. (1861–1888)
- Dánsko – Kristián IX. (1863–1906)
- Švédsko – Oskar II. (1872–1907)
- Belgie – Leopold II. Belgický (1865–1909)
- Nizozemsko – Vilém III. Nizozemský (1849–1890)
- Řecko – Jiří I. Řecký (1863–1913)
- Španělsko – Alfons XII. (1875–1885)
- Portugalsko – Ludvík I. Portugalský (1861–1889)
- Itálie – Umberto I. (1878–1900)
- Rumunsko – Karel I. Rumunský (1866–1881 kníže, 1881–1914 král)
- Bulharsko – Alexandr I. Bulharský (1879–1886)
- Osmanská říše – Abdulhamid II. (1876–1909)
- USA – Rutherford B. Hayes (1877–1881) / James A. Garfield (1881) / Chester A. Arthur (1881–1885)
- Japonsko – Meidži (1867–1912)